# Zespół przyrodniczo-krajobrazowy „Wodozbiór”
Zespół przyrodniczo-krajobrazowy „Wodozbiór” – zespół przyrodniczo-krajobrazowy o powierzchni 63,39 ha znajdujący się w Szczecinie w dzielnicy Północ, na pograniczu osiedli Warszewo i Bukowo.
Powołany został Uchwałą Rady Miejskiej w Szczecinie nr L/708/94 z dn. 16 maja 1994 roku w celu ochrony i odtworzenia walorów krajobrazu naturalnego ze szczególnym uwzględnieniem ukształtowania terenu oraz cieków i zbiorników wodnych. Na obszarze zespołu leży Wysoki Staw, a swoje źródła mają cieki Gręziniec i Sienniczka.